# Asterophorum mennegae
Asterophorum mennegae là một loài thực vật có hoa thuộc họ Tiliaceae.
Loài này chỉ có ở Suriname.